# سالگاردا
سالگاردا (به ایتالیایی: Salgareda) یک کومونه در ایتالیا است که در استان ترویزو واقع شده‌است.

## خصوصیات
سالگاردا ۲۷٫۲ کیلومترمربع مساحت و ۶٬۱۰۲ نفر جمعیت دارد و ۸ متر بالاتر از سطح دریا واقع شده‌است.